# 8827 Kollwitz
8827 Kollwitz è un asteroide della fascia principale. Scoperto nel 1988, presenta un'orbita caratterizzata da un semiasse maggiore pari a 2,3143532 UA e da un'eccentricità di 0,1485469, inclinata di 5,30291° rispetto all'eclittica.